# Scienza nuova
La Scienza nuova (o Principj di una scienza nuova) è l'opera principale del filosofo italiano Giambattista Vico.
Fu pubblicato per la prima volta nel 1725, inizialmente con scarso successo; in seguito, invece, ha iniziato ad essere molto apprezzata e influente nella filosofia della storia, nella sociologia e nell'antropologia. I concetti centrali, molto originali, per alcuni aspetti prefigurano l'illuminismo.

## Titolo
Il titolo completo dell'edizione del 1725 era Principj di una scienza nuova intorno alla natura delle nazioni, per la quale si ritruovano i principj di altro sistema del diritto naturale delle genti, terminando con una dedica al cardinale Lorenzo Corsini, futuro papa Clemente XII. Principj e ritruovano sono le grafie arcaiche di "principi" e "ritrovano", il titolo può quindi essere liberamente tradotto "Principi di una nuova scienza concernente la natura delle nazioni, attraverso la quale si recuperano i principi di un altro sistema della legge naturale dei popoli".
L'edizione del 1730 era intitolata Cinque libri di Giambattista Vico de' Principj d'una scienza nuova d'intorno alla comune natura delle nazioni ("I cinque libri di Giambattista Vico sopra i principi di una nuova scienza riguardante la natura condivisa delle nazioni"), terminante con una dedica a Clemente XII.
L'edizione del 1744 fu leggermente modificata in Principj di scienza nuova di Giambattista Vico d'intorno alla comune natura delle nazioni ("Principi di Giambattista Vico sulla nuova scienza riguardante la natura condivisa delle nazioni"), senza dedica sul frontespizio. Papa Clemente era morto nel 1740 e Vico nel 1744, prima della pubblicazione dell'edizione.

## Pubblicazione
Nel 1720 Vico iniziò a lavorare alla Scienza nuova come parte di un trattato sui diritti universali. Anche se originariamente avrebbe dovuto essere sponsorizzato dal cardinale Corsini, Vico fu costretto a finanziare lui stesso la pubblicazione dopo che il cardinale dichiarò difficoltà finanziarie e ritirò il suo patrocinio. Fu la prima opera di Vico ad essere scritta in italiano, poiché le sue precedenti erano state in latino.
La prima edizione della Scienza nuova apparve nel 1725. Vico lavorò a due edizioni profondamente rivedute: la prima fu pubblicata nel 1730, la seconda, postuma, nel 1744.